# Uranotaenia musarum
Uranotaenia musarum är en tvåvingeart som beskrevs av Edwards 1936. Uranotaenia musarum ingår i släktet Uranotaenia och familjen stickmyggor.
Artens utbredningsområde är Uganda. Inga underarter finns listade i Catalogue of Life.